# Carl John Drake
Carl John Drake (1885-1965) est un entomologiste américain. Il a travaillé au département de Zoologie et d'Entomologie, à l'Université d'État de l'Iowa. 

## Publications
- (en) Notes on North American Tingidae. CJ Drake - Bull. Brooklyn Ent. Soc, 1918.